# Grill Room
El Grill Room és un antic cafè situat al carrer dels Escudellers, 8 de Barcelona, catalogat com a establiment d'interès (categoria E2). i inclòs a l'Inventari del Patrimoni Arquitectònic de Catalunya.

## Història

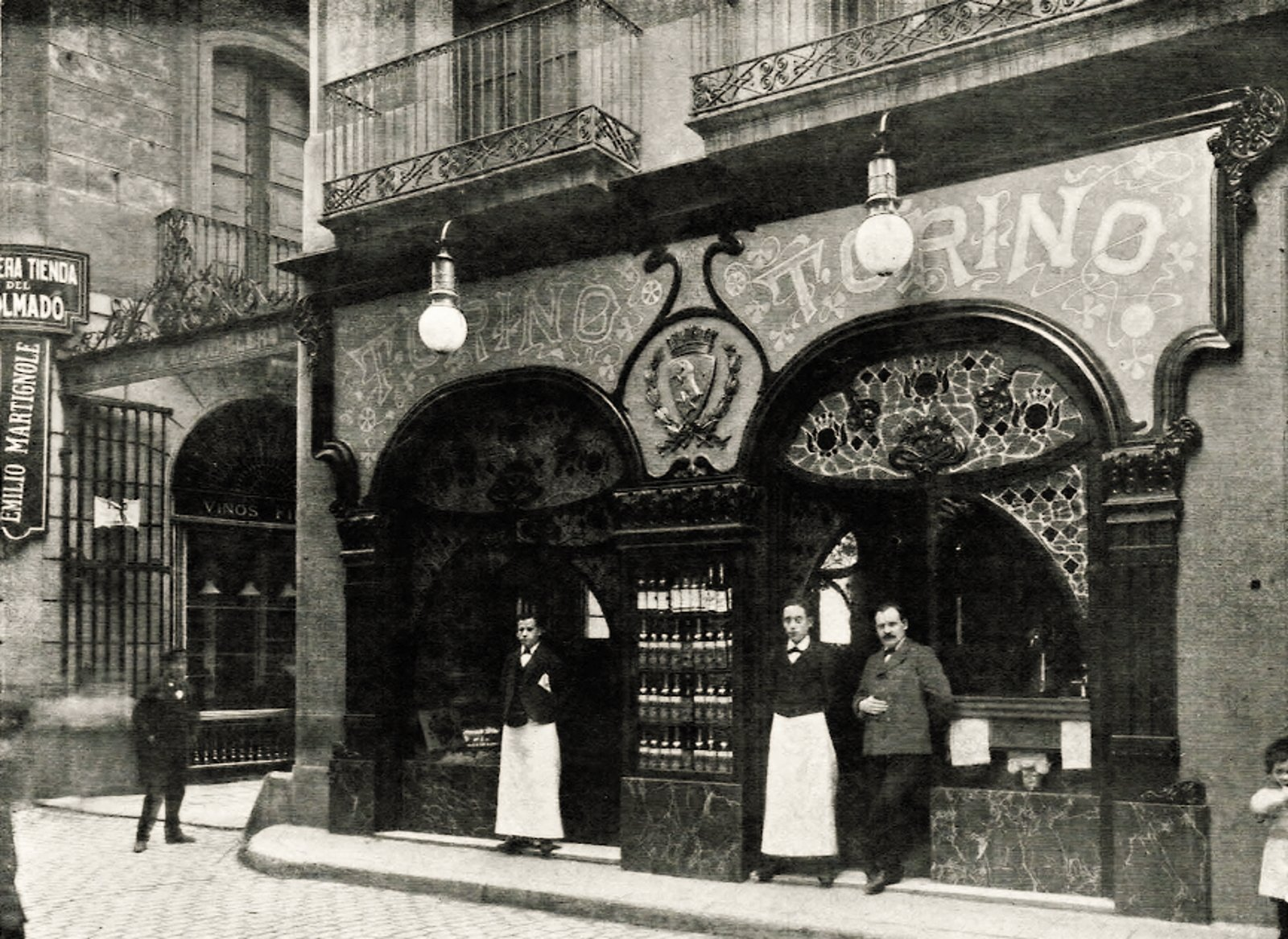
El Petit Torino i la reixa del passatge dels Escudellers

A començaments del segle xx, el torinès Flaminio Mezzalama es va establir a Barcelona amb l'objectiu d'introduir-hi el vermut Martini & Rossi, un aperitiu alcohòlic aleshores molt estès per Itàlia. El 1902 es van inaugurar dos cafès oberts per Mezzalama, tots dos decorats per Ricard de Capmany i Roura. El primer, ara desaparegut, estava situat al passeig de Gràcia i el del carrer dels Escudellers, obert uns mesos més tard, s'anomenà Petit Torino. El local, que tenia també entrada pel passatge d'Escudellers, era tot ell una joia del modernisme. En la decoració interior, que ha perdut la major part dels seus elements, hi van participar acreditats artesans de l'època com el tapisser Ventosa, que hi penjar les seves obres amb motius torinesos i imatges de la verema; els escultors Massana i Bussi, l'ebenista Calonja, el marbrista Bussi i el vitraller Gabarró, entre d'altres, que donaven a l'establiment una esplèndida imatge de riquesa artística.
El 1914, va passar a mans de Joan Alamany, que va canviar-li el nom a «Oriental Bar»; el 1916, a Pierre Porta, que el batejà com a «Grill Room»; el 1924, a Jaume Gibert i, finalment, a Agustí Bofarull.

## Descripció
Al carrer dels Escudellers, dues grans arcades queden dividides per un pilar on hi ha un aparador de fusta i un escut al capdamunt amb un brau rampant. La part superior de les portes està acabada amb vidrieres decorades amb motius geomètrics. El revestiment de fusta exterior conserva avui encara pràcticament tots els seus detalls originals i les decoracions amb motius geomètrics i florals s'acosten a l'estètica modernista. Es tracta de plafons de fusta amb motllures curvilínies curulls de decoracions florals, un formalisme de columnes i arcades que envolten les obertures rectangulars de pedra. Les arcades tenen un revestiment llis de color blau turquesa i elements decoratius que inclouen un escut i el nom de l'establiment en lletres.
A l'interior també destaca la decoració modernista: motllures de fusta amb motius florals i el mobiliari de formes curvilínies i materials ceràmics decorant les parets. L'espai es divideix en dos: una primera amb les barres, amb la funció de bar i una segona, a l'interior, destinada a menjador. Es conserven alguns mobles i elements originals com el moble boteller de darrera la barra, antics llums de gas, el moble del comptador, l'escala i la barana de l'entresòl.